# Onthophagus tnai
Onthophagus tnai es una especie de insecto del género Onthophagus, familia Scarabaeidae, orden Coleoptera.
Fue descrita científicamente por Nithya & Sabu en 2012.